# カダカイ・セチェン
カダカイ・セチェン（Qadaqai sečen, 生没年不詳）は、チンギス・カンの次男チャガタイの曾孫で、モンゴル帝国の皇族。『集史』ではقداقی سچان (Qadāqaī Sachān) と表記される。カダキ・セチェン（Qadaqi sečen）とも。

## 概要
カダカイ・セチェンの出自について、『集史』は写本によって記述が異なり、チャガタイの息子とする写本と、チャガタイの孫ブリの息子とする写本の2系統が存在する。しかし、『集史』の他の箇所や『五族譜』、『高貴系譜』といった諸史料では一致して「チャガタイの息子モエトゥケンの息子ブリの息子カダカイ」と記録しており、ブリの息子とするのが正しいと考えられている。
『五族譜』、『高貴系譜』といった史料にはモンケ・カーンの下に仕えており、モンケの命によって「バクシのように髪を剃っていた」と記されている。また、モンケ・カーンの南宋親征に従い、その途上で亡くなったという。
カダカイ・セチェンの息子の一人、ブカ・テムルは一時チャガタイ・ウルス君主の座に就いたが、病死してその後をドゥアが継いだ。以後、ドゥア家がチャガタイ・ウルスを統治するようになり、カダカイ・セチェンの子孫について記録は残らなくなる。

## 子孫
カダカイ・セチェンにはナリク、ブク、ブカ・テムル、ブカという4人の息子がいたことが知られている。
また『集史』「チャガタイ・ハン紀」によると、ナリクにはテムル、ウラダイ、トゥメンという3人の息子が、ブクにはズル・カルナインとアリーという2人の息子が、ブカ・テムルにはオルク・テムルとオルジェイテイという3人の息子がそれぞれおり、ブカのみに子供がいなかったという。

## チャガタイの孫ブリの家系
- チャガタイ（Čaγatai>察合台／چغتاى Chaghatāī）
  - モエトゥケン （Mö'etüken>مواتوكان Muwātūkān ）
    - ブリ (Buri>不里／بورى Būrī)
      - アビシュカ (Abišqa>ابيشقه Abīshqa)
      - 威遠王アジキ (Aǰiqi>阿只吉／آجيقی Ājīqī)
      - カダカイ・セチェン(Qadaqai sečen>قداقی سچان Qadāqaī Sachān)
        - ナリク (Naliqu>تالیقو Nālīqū)
        - ブク (Buqu>بوقو Būqū)
        - ブカ・テムル (Buqa Temür>بوقا تیمور Būqā Tīmūr)
        - ブカ (Buqa>بوقا Būqā)

      - アフマド (احمد Aḥmad)
      - エブゲン (Ebügen>ابوكان Abūkān)